# Ковалевский, Александр Онуфриевич
Алекса́ндр Ону́фриевич Ковале́вский (7 [19] ноября 1840, Витебская губерния — 9 [22] ноября 1901, Санкт-Петербург) — русский биолог и эмбриолог, один из основоположников эволюционной эмбриологии и физиологии; старший брат палеонтолога-эволюциониста Владимира Ковалевского.

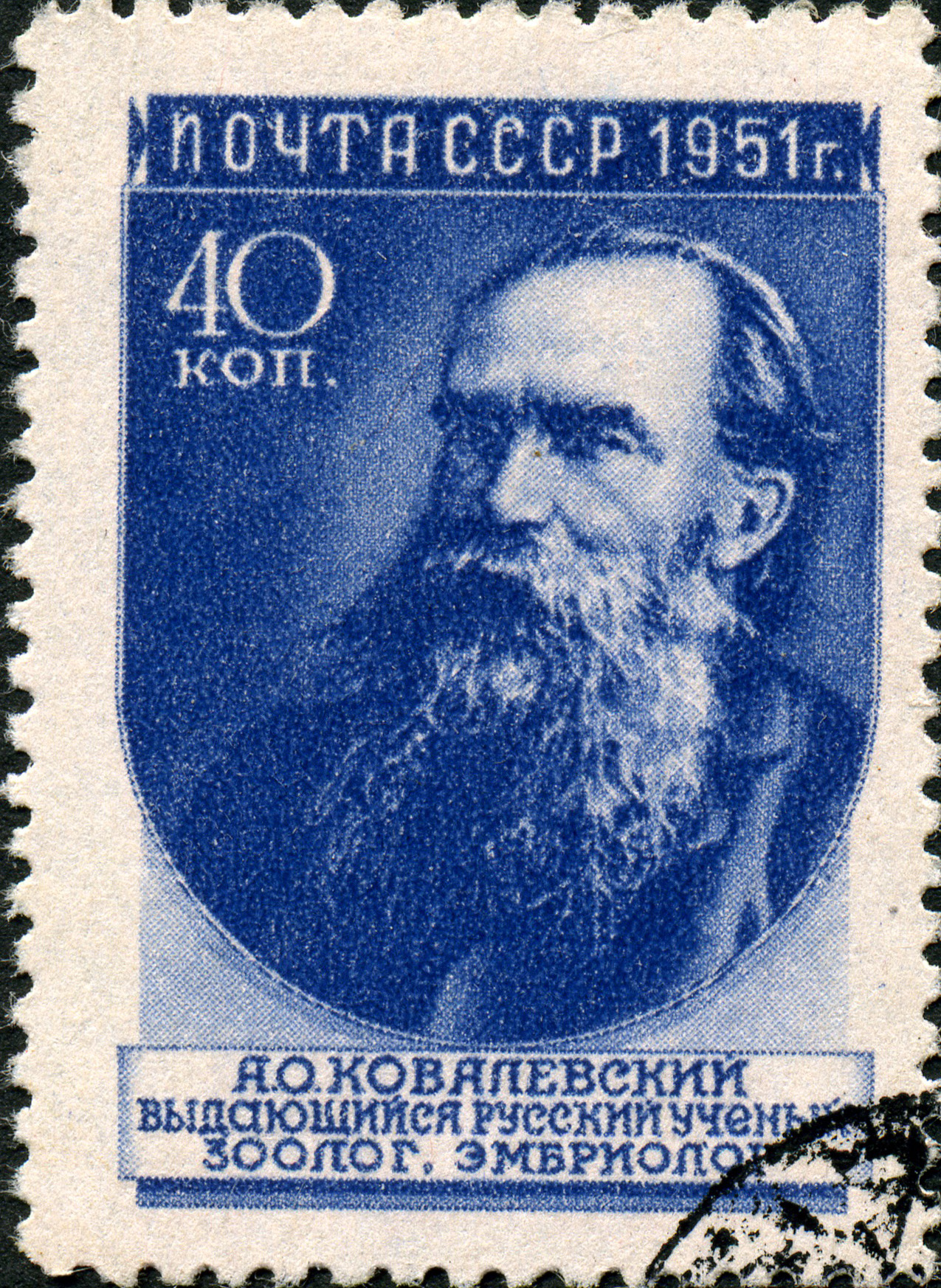
Почтовая марка СССР, 1951 год

Действительный член Петербургской Академии наук (с 1890; член-корреспондент с 1883), член-корреспондент Французской академии наук (1895), иностранный член Лондонского королевского общества (1885). Заслуженный профессор Императорского Санкт-Петербургского университета. Тайный советник (1898).

## Биография
Родился 7 (19) ноября 1840 года в имении Ворково в Динабургском уезде Витебской губернии.
В 1854—1857 годах учился в Корпусе инженеров путей сообщения, затем — на естественном отделении физико-математического факультета Санкт-Петербургского университета. В период с 1859 по 1861 год занимался в Гейдельбергском университете у профессора химии Бунзена, в 1861—1862 годах — в Тюбингенском университете у гистолога профессора фон Лейдига. В 1863 году завершил обучение в Петербургском университете, где в 1865 году получил степень магистра за диссертацию: «История развития ланцетника — Amphioxus lanceolatus», в 1867 году защитил докторскую диссертацию «Анатомия и история развития Phoronis» (1867).
Преподавал в Петербургском (с 1866; приват-доцент), Казанском (с 1868; экстраординарный профессор по кафедре зоологии), Киевском (с 1869; экстраординарный профессор по кафедре зоологии), Новороссийском в Одессе (с 1873; ординарный профессор зоологии; в 1877—1878 годах — проректор) и Петербургском (в 1891—1894) университетах.
Для изучения морских животных предпринял многочисленные экспедиции и поездки: работал на Адриатическом море (Триест, 1867), Средиземном море (Неаполь, 1864, позже Мессина, 1868, Виллафранка, 1895), на Каспийском море (1869), Красном море (1870), в проливе Ла-Манш (Росков, 1892) и др.
Во время своей службы в Киевском университете он был награждён орденом Св. Станислава 2-й степени с императорской короной (в 1872), а во время работы в Новороссийском университете — орденом Св. Анны 2-й степени и чином действительного статского советника.
Участвовал в разработке мер борьбы с вредителем виноградников — филлоксерой — в Бессарабии, в Крыму и на Кавказе; был одним из организаторов Севастопольской морской биостанции.
В 1883 году избран членом-корреспондентом Императорской Петербургской академии наук по разряду биологических наук, в 1890 году избран ординарным академиком Императорской Академии наук.
С 1892 по 1901 год — директор Севастопольской биостанции. Внёс практический вклад в аквариумистику.
Состоял в редакции (отдел биологических наук) и был автором статей Энциклопедического словаря Брокгауза и Ефрона.
Умер 9 (22) ноября 1901 года в Санкт-Петербурге; похоронен на кладбище Воскресенского Новодевичьего монастыря (Средняя часть, дорожка 4, уч. 40).

## Научная деятельность
Выдающийся биолог-эволюционист, основные научные работы посвящены сравнительной эмбриологии и физиологии беспозвоночных животных. Впервые доказал принадлежность асцидий к хордовым.
Активный сторонник дарвинизма. Изучал эмбриональное развитие многоклеточных животных, особенно беспозвоночных, чем способствовал выяснению путей эволюции животного мира.

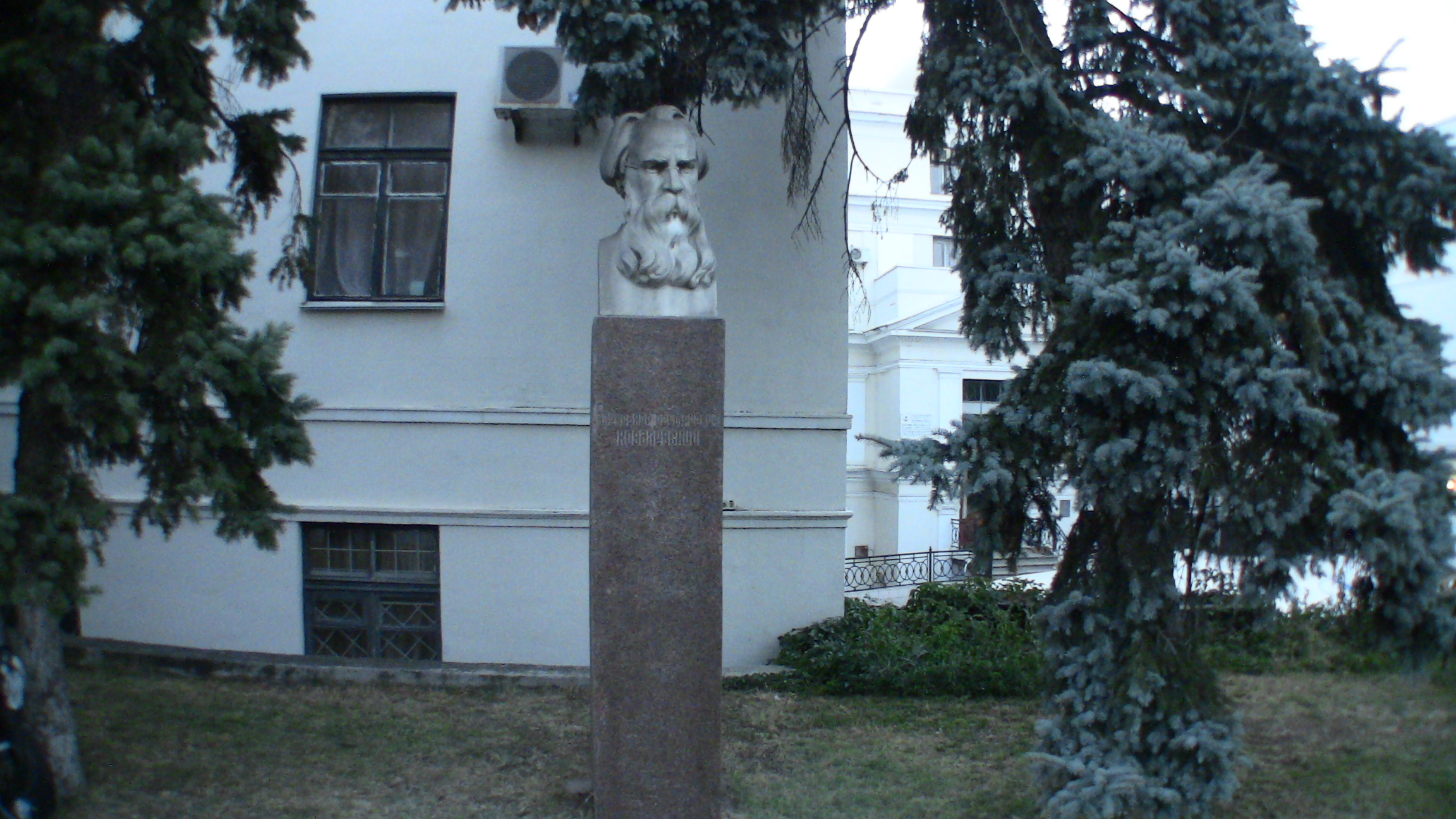
Памятник А. О. Ковалевскому возле Института биологии южных морей, носящего его имя. Севастополь, Приморский бульвар

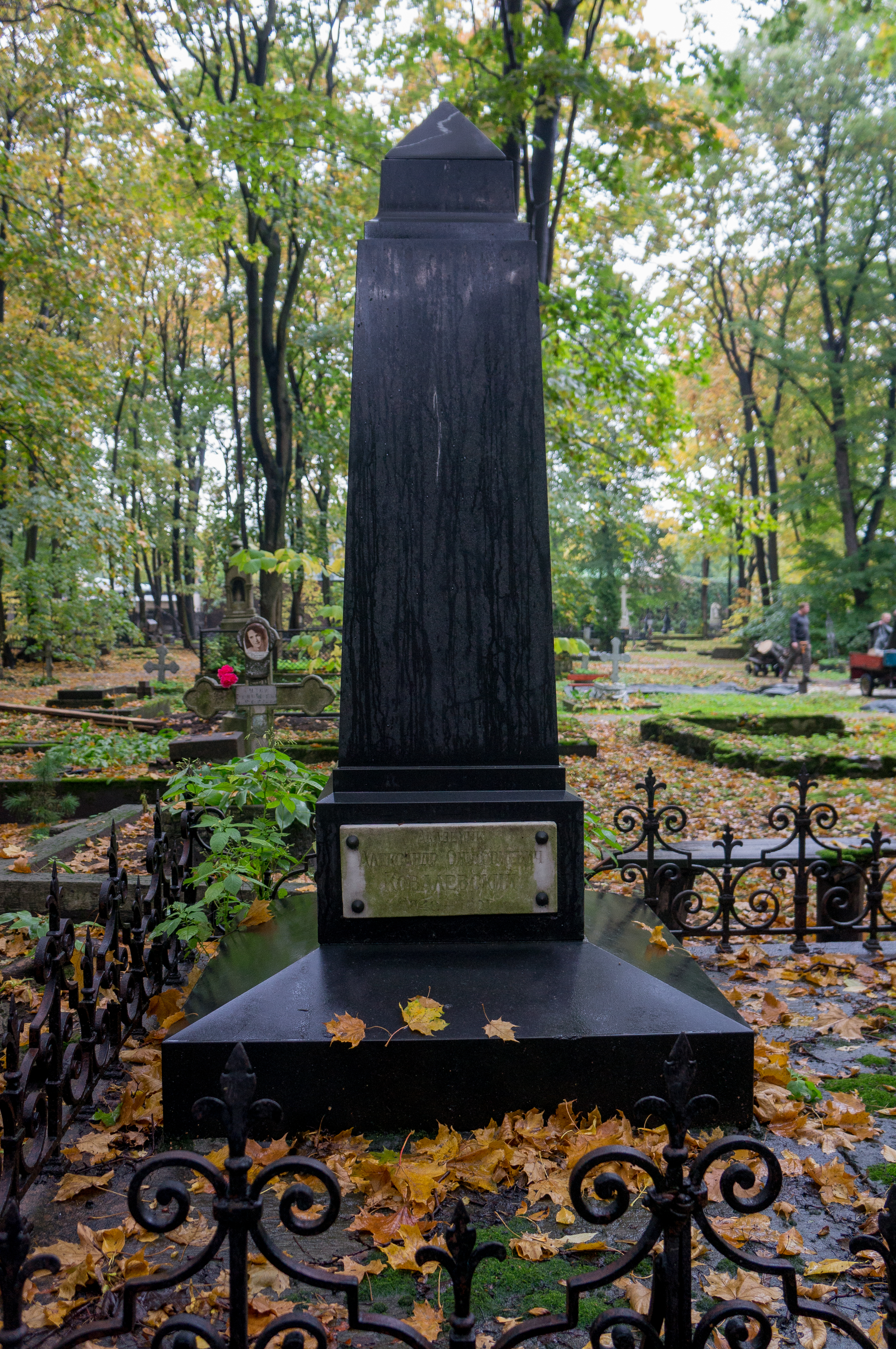
Новодевичье кладбище. Могила.

Основатель (совместно с И. И. Мечниковым, 1871) филогенетической теории зародышевых листков. Провел (1865—1876) многочисленные исследования в области сравнительной анатомии, физиологии и гистологии беспозвоночных. Заложил совместно с Мечниковым основы эволюционной сравнительной эмбриологии. Изучал строение и функции выделительной и лимфатической систем, а также фагоцитарных органов у беспозвоночных.
Его работы положили начало экспериментальной и эволюционной гистологии.
В 1867 и 1871 гг. Петербургская академия наук дважды присуждала премию им. К. М. Бэра; в 1884 и 1887 гг. Французская академия наук давала ему премию им. Сера; в 1891 году он получил премия им. Ф. Ф. Брандта за работы в области сравнительной анатомии.
А. О. Ковалевский состоял почётным членом многих естественно-научных обществ, как русских, так и зарубежных, в 1898 году он был провозглашён почётным доктором Кембриджского университета.
В 1940 году АН СССР была учреждена премия имени А. О. Ковалевского «за заслуги в области эмбриологии».

## Семья
Жена (с 1867) — Татьяна Кирилловна Семенова (1845—1913)
Дети:
- Ольга (род. 1868: ум. в раннем детстве)
- Вера (Ковалевская-Чистович; 1870—1928), одна из первых российских дипломированных женщин-врачей, докторов медицины. Получила высшее медицинское образования в Швейцарии, в Берне, работала в Пастеровском институте у И. И. Мечникова. Её муж — Чистович Фёдор Яковлевич. Их дочь — Ольга Федоровна Чистович (1903—1969). Окончила Первый Ленинградский медицинский институт. Работала врачом-лаборантом. Ольга Федоровна систематизировала и в 1921 году передала в Казанский университет большую часть научного архива своего деда, Александра Онуфриевича Ковалевского.
- Владимир (1871—1914). Окончил Санкт-Петербургский университет по естественному отделению физико-математического факультета. Первый заведующий кафедрой товароведения и технологии на экономическом отделении Санкт-Петербургского политехнического института и организатор Музея образцов товаров[11], который был открыт в Санкт-Петербургском Политехническом институте в 1905 году. В задачу музея входило представление посредством образцов товаров всей промышленности России, товарного экспорта и импорта. Его жена — Екатерина Федоровна Виноградова (1874—1958), одной из первых женщин — докторов химии. Их дети — Вера (род. 1911), Елена (род. 1912, ум. в детстве).
- Лидия, в замуж. Шевякова (1873—1942, Галич). Муж — В. Т. Шевяков. Их дети: Александр (1896—после 1918), Татьяна (1897—1984, США, Калифорния), Георгий (1900—1973, США), Владимир (1904—1920-е, Иркутск), Борис (1908—1937, репрессирован[12]). Лидия Александровна в 1941—1942 годах была в блокадном Ленинграде, умерла от последствий дистрофии.

## Адреса в Санкт-Петербурге
- 1891—1893 — доходный дом Ф. К. Вебера: Большая Конюшенная улица, 13;[13]
- 1893—1901 — Дом академиков, совр. адрес: 7-я линия Васильевского острова, 2/1, лит. А[14].

## Память
В 1955 году на фасаде Дома академиков, где жил Ковалевский, была установлена мемориальная доска в память об ученом (архитектор Р. И. Каплан-Ингель).